# 藻溪镇 (苍南县)
藻溪镇是中华人民共和国浙江省温州市苍南县下辖的一个镇。
1958年成立藻溪管理区，1961年建公社，1984年设镇，1992年挺南、繁枝、二乡并入。位于县境中部，距县城7.5公里。面积75.7平方公里，2000年底总人口26956人。灵（溪）金（乡）公路横穿境内。

## 行政区划
藻溪镇下辖以下村级行政区划单位：
兴康社区、九堡社区、建光社区、建光村、新荣村、盛陶村、下山虎村、周浦岭村、高岙村、丁步头村、九堡村、燕坑村、小心垟村、蔗岙村、东溪村、平水村、加针坑村、三岙村、魁桥村、丁岙村、坡南村、兴文村、北山坡村、繁枝村、下村、东垟村、下应村、流石村、元店村、毛徐村、草白村、富山村、银湖村和汇山村。